# Aldo Raimondi (calciatore)
Aldo Raimondi (Vietri sul Mare, 6 ottobre 1955) è un allenatore di calcio ed ex calciatore italiano, di ruolo centrocampista.

## Carriera

### Giocatore
Dopo gli esordi in Serie D con la Pro Salerno, disputa due campionati di Serie C con il Matera e la Reggina.
Debutta in Serie B con il Como nel campionato 1976-1977 e rimane per due stagioni con i lariani, prima di passare al Catania in Serie C1.
Nel campionato di Serie B 1979-1980 torna a vestire la maglia del Matera; con la squadra lucana, matricola della serie cadetta, mette a segno alla prima giornata il gol più veloce della stagione, passando in vantaggio contro il Genoa allo Stadio Luigi Ferraris.
Dopo la retrocessione dei lucani al termine del campionato, torna al Catania disputando un'altra stagione in Serie B, per passare successivamente al Francavilla ed al Casarano in Serie C1, ed infine terminare la carriera da professionista nel 1985 con l'Isernia in Serie C2. Nel 1985 passa al Savoia con cui colleziona 22 presenze ed una rete
In totale ha collezionato 82 presenze e 2 gol in quattro campionati di Serie B disputati con Como, Matera e Catania.

### Allenatore
Da allenatore siede a più riprese sulla panchina del Matera, dapprima subentrando ad Angelo Carrano nel corso del Campionato Interregionale 1989-1990, poi per poche giornate nel campionato di Serie C2 1994-1995.
Nel 2005 allena la Salernitana Sport che, dopo l'esclusione dal campionato di Serie B, disputa la Terza Categoria giocando a San Cipriano Picentino prima di essere esclusa da tutti i campionati nel 2006.
Torna ad allenare il Matera nel campionato di Serie D 2006-2007, conducendo alla salvezza una squadra di giovani, ed inizia ad allenare i lucani anche nel campionato successivo quando viene esonerato dopo 6 giornate in cui ottiene 4 sconfitte consecutive e 2 pareggi, con il Matera al terz'ultimo posto in classifica.
Dopo tre anni in cui allena squadre giovanili di Salerno, torna in Basilicata alla guida del Varisius Matera che disputa la Promozione lucana 2010-2011.
Attualmente allena il "Real Pontecagnano" nel Campionato di Promozione girone D (Salerno) (annata 2015 / 2016).